# هوش ازدحامی
هوش ازدحامی، هوش گروهی یا هوش جمعی، (به انگلیسی: Swarm intelligence) رفتاری جمعی از سامانه‌های غیر متمرکز و خود سازمان‌ یافته‌ است که به دو شکل طبیعی و مصنوعی، به رفتارهای گروهی و هوش جمعیِ مجموعه‌ای از موجودات می‌پردازد. این مفهوم در هوش مصنوعی به‌کار رفته است. این اصطلاح در متن سامانه‌های رباتیک سلولی توسط جرارد، بنی و جینگ وانگ در سال ۱۹۸۹ مطرح شد. موضوع رباتیک گروهی، کاربردی از اصول هوش مصنوعی گروهی در شمار زیادی از ربات‌های ارزان قیمت است.
فرض کنید شما و گروهی از دوستانتان، به دنبال گنج می‌گردید. هر یک از اعضای گروه یک فلزیاب و یک بی‌سیم دارد که می‌تواند مکان و وضعیت کار خود را به هم‌ گروه‌‌ها و هم‌ تیمی‌های خود اطلاع بدهد؛ بنابراین شما می‌دانید، آیا هم‌ تیمی‌های شما نسبت به شما به گنج نزدیک‌ ترند یا خیر. پس اگر هم‌تیمی شما به گنج نزدیک‌تر بود شما می‌توانید به سوی او حرکت کنید. با چنین کاری شانس شما برای رسیدن به گنج بیشتر می‌شود و گنج نیز زودتر از زمانی که شما تنها باشید، پیدا می‌شود. این یک نمونهٔ ساده از رفتار جمعی و گروهی یا Swarm behavior است که افراد برای دستیابی به یک هدف نهایی همکاری می‌کنند. این روش زمانی رخ می‌دهد که افراد به‌ طور جداگانه کنش کنند. Swarm را می‌توان به‌صورت مجموعه‌ای سازمان‌یافته از کنشگرها (agent) یا موجوداتی تعریف کرد که با یکدیگر همکاری می‌کنند. در کاربردهای محاسباتی هوش ازدحامی و گروهی (Swarm Intelligence) از موجودات یا نمونه‌هایی مانند مورچه‌ها، زنبورها، موریانه‌ها، ماهی‌ها، پرندگان یا حتی چکه‌های آب در رودخانه الگوبرداری می‌شود. در این نوع اجتماع‌ها هر یک از موجودات یا نمونه ها ساختاری نسبتاً ساده دارند، اما رفتار گروهی آن‌ها پیچیده به نظر می‌رسد.
برای نمونه، در کلونی مورچه‌ها، هر یک از مورچه‌ها یک کار سادهٔ ویژه‌ای را انجام می‌دهد ولی به‌طور گروهی، کردار و رفتار مورچه‌ها، ساختن لانه، نگهبانی از ملکه و نوزادان، پاکداری لانه، یافتن بهترین منابع خوراکی و بهینه‌سازی راهبردهای جنگی را تضمین می‌کند. رفتار کلی یک Swarm به گونهٔ غیرخطی از هم‌آمیختگی رفتارهای تک‌تک عضوها به دست می‌آید. یا به زبانی دیگر، یک رابطهٔ بسیار پیچیده میان رفتار گروهی و رفتار فردی یک اجتماع وجود دارد. رفتار گروهی تنها وابسته به رفتار فردی کنشگرها و افراد اجتماع نیست، بلکه به چگونگی هم‌کنشی (Interaction) و تعامل میان افراد نیز وابسته است. هم‌کنشی بین افراد، تجربهٔ افراد دربارهٔ پیرامون (environment) را افزایش می‌دهد و مایه پیشرفت اجتماع می‌شود. ساختار اجتماعی Swarm بین افراد مجموعه کانال‌ های ارتباطی ایجاد می‌ کند که از طریق آن، افراد می‌ توانند به داد و ستد تجربه‌ های شخصی بپردازند. مدل‌سازی محاسباتی Swarmها کاربردهای امیدبخش و بسیاری را به ویژه در زمینه بهینه‌سازی (optimization) در پی داشته است. الگوریتم‌ های متنوعی از بررسی Swarmهای گوناگون پیشنهاد شده‌ اند. از این رده، می‌توان به کلونی مورچه‌ها (Ant Colony) و دستهٔ پرندگان (Bird Flocks) اشاره نمود.
اگرچه دانش Swarm Intelligence دانشی نوین است؛ هم‌اکنون، کاربردهای رو به گسترشی از آن شناخته شده است. با این رشد روزافزون، Swarm intelligence می‌تواند نقش ارزنده‌ای را در دانش‌های گوناگون بر دوش گیرد.

## الگوریتم‌هایهوش گروهی

### الگوریتم مورچه‌ها
روش بهینه‌سازی گروه مورچه‌ها (Ant Colony Optimization) یکی از زیرشاخه‌های هوش گروهی است که در آن از رفتار مورچه‌های واقعی برای یافتن کوتاه‌ترین گذرگاه میان لانه و چشمه خوراکی (food source) الگوبرداری شده است. هر مورچه، برای یافتن خوراک در گرداگرد لانه به گونه تصادفی حرکت می‌کند و در طی راه با بهره‌گیری از ماده شیمیایی به نام فرومون، از خود ردی بر جای می‌گذارد. هر چه شمار مورچه‌های گذر کرده از یک گذرگاه بیش‌تر باشد، میزان فرومون انباشته روی آن گذرگاه نیز افزایش می‌یابد. مورچه‌های دیگر نیز برای گزینش گذرگاه، به میزان فرومون آن می‌نگرند، و به‌احتمال زیاد گذرگاهی را که دارای بیش‌ترین فرومون است برمی‌گزینند. در این شیوه، حلقه بازخورد مثبت پدید می‌آید. گذرگاه هرچه کوتاه‌تر باشد، زمان رفت و برگشت کاهش پیدا می‌کند و مورچه بیش‌تری در یک زمان مشخص از آن می‌گذرد. از این رو، انباشت فرومن آن افزایش می‌یابد. شایان یادآوری است که گزینش گذرگاه دارای بیش‌ترین فرومن، قطعی نیست و احتمالی است. 
به همین سبب، امکان یافتن بهترین راه‌حل (solution) وجود دارد. روش ACO، نوعی فرااکتشافی است که برای یافتن راه‌حل‌های تقریبی برای مسئله‌های بهینه‌سازی آمیختاری (Combinatiorial Optimization) سودمند است. در روش ACO، مورچه‌های ساختگی به‌وسیلهٔ حرکت بر روی گرافِ مسئله و با وانهادن (deposit) نشانه‌هایی بر روی گراف، همچون مورچه‌های واقعی که در گذرگاه خود نشانه‌های به جا می‌گذارند، سبب می‌شوند که مورچه‌های ساختگی بعدی بتوانند گشایش‌های بهتری را برای مسئله فراهم نمایند.

### بهینه‌سازی گروهی ذره
روش بهینه‌سازی ازدحام ذرات (Particle swarm optimization) یک الگوریتم جست‌وجوی اجتماعی است که از روی رفتار اجتماعی دسته‌های پرندگان مدل شده است. در ابتدا این الگوریتم به منظور کشف الگوهای حاکم بر پرواز همزمان پرندگان و تغییر ناگهانی مسیر آن‌ها و تغییر شکل بهینهٔ دسته به کار گرفته شد. در PSO, particleها در فضای جست‌وجو جاری می‌شوند. تغییر مکان particleها در فضای جست‌وجو تحت تأثیر تجربه و دانایی خودشان و همسایگان‌شان است؛ بنابراین موقعیت دیگر particleهای Swarm روی چگونگی جست‌وجوی یک particle اثر می‌گذارد. نتیجهٔ مدل‌سازی این رفتار اجتماعی فرایند جست‌وجویی است که particleها به سمت ناحیه‌های موفق میل می‌کنند. Particleها در Swarm از یکدیگر می‌آموزند، و بر مبنای دانایی به دست آمده به سمت بهترین همسایگان خود می‌روند.
Particle swarm Optimization Algorithm
اساس کار PSO بر این اصل استوار است که در هر لحظه هر particle مکان خود را در فضای جست‌وجو با توجه به بهترین مکانی که تاکنون در آن قرار گرفته است و بهترین مکانی که در کل همسایگی‌اش وجود دارد، تنظیم می‌کند.
فرض کنید می‌خواهیم زوج مرتب [x,y] را طوری به دست آوریم که تابع F(x,y)=x2+y۲، مینیمم شود. ابتدا نقطه‌هایی را به صورت تصادفی در فضای جست‌وجو، روی صفحهٔ x-y انتخاب می‌کنیم. فرض کنید این Swarm را به ۳ همسایگی تقسیم کنیم که در هر همسایگی نقطه‌های موجود با یکدیگر تعامل دارند. در هر همسایگی هر یک از نقطه‌ها به سمت بهترین نقطه در آن همسایگی و بهترین مکانی که آن نقطه تاکنون در آن قرار داشته است، حرکت می‌کند. برای حل یک مسئله چند متغیر بهینه‌سازی می‌توان از چند Swarm استفاده کرد که هر یک از Swarmها کار ویژه‌ای را انجام می‌دهند. این همان ایده‌ای است که Ant colony از آن ریشه می‌گیرد.
روش PSO یک الگوریتم روش جست‌وجوی سراسری (global search algorithm) است که با بهره‌گیری از آن می‌توان با مسئله‌هایی که پاسخ آن‌ها یک نقطه یا سطح در فضای n بعدی می‌باشد برخورد نمود. در این چنین فضایی، فرضیه‌هایی مطرح می‌شود و یک سرعت آغازین به آن‌ها اختصاص داده می‌شود. همچنین کانال‌های ارتباطی بین ذره‌ها در نظر گرفته می‌شود. سپس این ذره‌ها در فضای پاسخ حرکت می‌کنند، و نتیجه‌های حاصل از آن بر مبنای یک «ملاک شایستگی» پس از هر بازهٔ زمانی محاسبه می‌شود. با گذشت زمان، ذره‌ها به سمت ذره‌هایی که دارای سنجه شایستگی بالاتری هستند و در گروه ارتباطی یکسانی قرار دارند، شتاب می‌گیرند. مزیت اصلی این روش بر راهبردهای بهینه‌سازی دیگر، این است که شمار فراوان ذره‌های ازدحام‌کننده، سبب نرمش‌پذیری و انعطاف روش در برابر مشکل پاسخ بهینه محلی (local optimum) می‌گردد.

### سامانه ایمنی ساختگی
این روش (به انگلیسی: Artificial Immune System) از سامانه ایمنی پرهامی (طبیعی) برگرفته شده و با مدل کردن برخی یافته‌های این سامانه می‌کوشد تا از این گونه سامانه‌ها در راستای بهینه‌سازی یا یادگیری دستگاه (Machine Learning) بهره بگیرد.

### الگوریتم‌های بر پایه زنبور
چندین الگوریتم در زمینه الگوبرداری از رفتار گروهی زنبورها در کندو یا بیرون آن به‌ویژه رفتار آن‌ها در خوراک‌جویی (foraging) برای بهینه‌سازی پیوسته (continuous optimization) پیشنهاد شده‌اند.

### الگوریتم چکه آب‌های هوشمند
الگوریتم چکه آب‌های هوشمند برپایه بررسی رفتار گروهی چکه‌های آب در رودخانه‌ها برای بهینه‌سازی پیشنهاد شده است. این الگوریتم با گسیل کردن چکه‌های هوشمند آب بر گراف مسئله (پرسمان)، می‌کوشد راه‌های بهینه‌تر را برای گذر چکه‌های یاد شده هموار گرداند.

## کاربردها

### گیرایی هوش گروهی در فناوری اطلاعات
همگونی‌هایی بین مسئله‌های متفاوت در حوزهٔ فناوری اطلاعات و رفتارهای اجتماعی وجود دارد:
- سامانه‌ای توزیع‌شده از کنشگرهای مستقل و تعامل‌کننده.
- هدف‌ها: بهینه‌سازی کارایی و توان.
- خود تنظیم بودن در روش‌های کنترل و همکاری به شکل نامتمرکز.
- واگذاری کار و اختصاص وظیفه‌ها به شکل توزیع شده.
- تعامل‌های غیرمستقیم.

### گام‌های طراحی یک سامانه
گام‌های طراحی یک سامانه با کاربردهای فناوری اطلاعات بر پایه هوش مصنوعی گروهی فرایندی در سه گام است:
- شناسایی همسانی‌ها: در سامانه‌های IT و طبیعت.
- فهم: مدل‌سازی رایانه‌ای روش گروهی طبیعی به شکل واقع‌گرا.
- مهندسی: ساده‌سازی مدل و تنظیم آن برای کاربردهای IT.

### کاربردهای کنونی و آینده
- مسیریابی در شبکه
- سامانه‌های توزیع‌شدهٔ رایانامه‌ای
- اختصاص منبع‌ها به شکل بهینه
- زمان‌بندی وظیفه‌ها
- بهینه‌سازی ترکیباتی
- رباتیک
  - بررسی سیستم‌های لوله‌کشی
  - تعمیرات و نگهداری ماهواره‌ها و کشتی‌ها
  - روبوت‌های خودمونتاژ